# RSO Records
RSO Records (Robert Stigwood Organisation Records) est un label discographique britannique, anciennement basé à Londres, en Angleterre, actif entre 1973 et 1983.

## Histoire
Le label est fondé en 1973 par Robert Stigwood et qui a notamment produit des albums d'artistes tels que Eric Clapton ou les Bee Gees et les bandes originales des films Fame, Star Wars, épisode V : L'Empire contre-attaque, Star Wars, épisode VI : Le Retour du Jedi, Grease (25 millions d'exemplaires vendus à travers le monde) et Saturday Night Fever.
À un moment donné en 1978, le label se vante d'avoir été numéro un six fois de suite dans les classements pop du Billboard (États-Unis), et d'avoir occupé la première place pendant 21 semaines consécutives. Avec les singles de l'album de la bande originale de Grease (You're the One That I Want, et la chanson titre) et un autre succès d'Andy Gibb (Shadow Dancing), RSO enregistre 10 semaines supplémentaires à la première place, ce qui donne au label un record de neuf en une année calendaire. Cet exploit reste inégalé par aucun label à ce jour.
Le siège principal de la société se trouvait au 67 Brook Street, dans le quartier londonien de Mayfair. RSO Records connait quatre étapes de distribution : par Atlantic Records de mars 1973 à décembre 1975, par Polydor de janvier 1976 à décembre 1977, en tant que label indépendant sous l'égide du groupe PolyGram de janvier 1978 à octobre 1981 environ, et enfin par PolyGram de novembre 1981 environ jusqu'à la fin du label en 1983.

## Groupes et artistes
- Bee Gees
- Yvonne Elliman
- Eric Clapton
- Andy Gibb
- Player
- Curtis Mayfield
- John Williams